# The Genius of Charles Darwin
The Genius of Charles Darwin (dt.: Die Genialität von Charles Darwin) ist eine britische dreiteilige Fernsehdokumentation, die von Richard Dawkins veröffentlicht wurde. Dawkins führt auch als Interviewer und Erzähler durch den Film. Er beschreibt, wie Charles Darwin die Evolutionstheorie entwickelte.
Seine Erstausstrahlung hatte der Film im August 2008 auf Channel 4. Er gewann den Best TV Documentary Series 2008 bei der Verleihung der British Broadcast Awards im Januar 2009.

## Teil 1: Life, Darwin & Everything (Leben, Darwin und Alles)
In der ersten Episode beschreibt Dawkins die Grundlagen der natürlichen Selektion und erzählt, wie Darwin seine Theorie entwickelte.
Er unterhält sich mit Schülern einer elften Klasse einer religiösen Schule und ist überrascht, dass diese die Evolutionstheorie für falsch halten. Er versucht sie mit einer Exkursion zur Jurassic Coast bei Devon und der Suche nach Fossilien zu überzeugen.
Dawkins fährt an seinen Geburtsort Nairobi, wo er eine Prostituierte interviewt, die offensichtlich genetisch gegen HIV immun ist. Er unterhält sich mit dem Mikrobiologen Larry Gelmon. Dieser prophezeit eine steigende Bedeutung von genetischer Immunität. Am Ende des ersten Teils zeigt er die Schüler der Glaubensschule, die immer noch bei ihrer religiösen Version der Schöpfung bleiben. Dawkins hofft jedoch, Denkanstöße gegeben zu haben.

## Teil 2: The Fifth Ape (Der fünfte Menschenaffe)
In der zweiten Episode diskutiert Dawkins, die philosophischen und sozialen Verzweigungen der Evolutionstheorie. Der Mensch ist der fünfte Menschenaffe.
Dawkins startet in Kenia und spricht mit dem Paläontologen Richard Leakey.
Er besucht das Christ is the Answer Ministries, Kenias größte pfingstlerische Kirche, um Bischof Bonifes Adoyo zu interviewen.
Adoyo führt eine Bewegung an, dessen Ziel es ist das Nationalmuseum von Kenia dazu zubringen, keine Ausstellungsstücke mehr auszustellen, die einen Beleg für die Evolutionstheorie darstellen.
Zu den Exponaten gehören auch die Knochen des Nariokotome-Jungen, deren erstes Fragment von Kamoya Kimeu entdeckt wurde.
Dawkins sagt dem Bischof, er sei stolz, ein „afrikanischer Menschenaffe“ zu sein. Der Bischof fragt ihn, warum es immer noch Schimpansen gäbe, wenn wir uns doch aus diesen entwickelt haben sollte. Dawkins erklärt ihm, dass Schimpansen nicht die direkten Vorfahren der Menschen seien und dass die Evolution kein „Ziel“ habe.
Dawkins behandelt auch das Thema des Sozialdarwinismus und der Eugenik.
Er trifft den Evolutionspsychologen Steven Pinker und erörtert, wie man Moral mit der Evolution in Einklang bringen kann.
Dawkins erläutert die Sexuelle Selektion und führt die Pfauenfedern als Beispiel auf.

## Teil 3: God Strikes Back (Gott schlägt zurück)
In der dritten und letzten Episode bezeichnet Dawkins Darwins Idee als eine der umstrittensten Ideen der Menschheitsgeschichte.
Dawkins führt Gespräche mit dem australischen Kreationisten John Mackay von der Creation Research Society, Wendy Wright, Präsidentin von Concerned Women for America und dem englischen Lehrer Nick Cowen. Außerdem gibt er eine Übersicht über die Diskussion zwischen Kreationisten und Naturwissenschaftlern in den USA. In diesem Zusammenhang liest er auch Morddrohungen von Christen gegen ihn vor.
Er beschreibt die Beweise für die Evolution, so wie Fossilien und DNA. Er führt auch ein Interview mit dem britischen Geistlichen Rowan Williams und dem amerikanischen Philosophen Daniel Dennett.
Dawkins beschreibt, wie Darwin seinen Glauben verlor, nicht nur wegen der wissenschaftlichen Erkenntnisse, sondern auch wegen der Brutalität der Welt, die im Widerspruch zu einem liebenden Gott standen. Zu den Grausamkeiten gehörte für ihn wohl auch der Verlust der Tochter Annie, aber auch die Vorstellung, dass Menschen nur wegen ihres Unglaubens für immer in der Hölle gefoltert werden würden. Als Darwin starb, fanden sich etliche prominente Wissenschaftler zu seiner Beerdigung ein. Premierminister William Ewart Gladstone und der Erzbischof von Canterbury waren allerdings an diesem Tag verhindert.
Dawkins beendet die Serie mit folgender Aussage:

“In the perspective of the universe, the vastness of the universe and of geological time, we are insignificant. Some people find the thought disturbing, even frightening. Like Darwin, I find the reality thrilling.”

„Aus Sicht des Universums, seiner unermesslichen Weite und der unermesslichen Zeit, sind wir unbedeutend. Einige finden diesen Gedanken verstörend. So wie Darwin finde ich die Realität aufregend.“